# واسانبون
واسانبون (به ژاپنی: 和三盆 Wasanbon) یک نوع شکر دانه ریز ژاپنی است که به‌طور سنتی در استان توکوشیما و استان کاگاوا در منطقه شیکوکو تهیه می‌شود. این نوع شکر یکی از موادی است که در واگاشی یا شیرینی سنتی ژاپنی مصرف می‌شود. این نوع شکر از نوعی نیشکر (گونه) به نام تاکِتو (竹糖) یا چیکوشا (竹蔗) به دست می‌آید که بومی ناحیه شیکوکوی ژاپن است. این نوع شکر گران‌قیمت است.